# 5バーツ硬貨
タイ5バーツ硬貨（฿5）は、タイ王国において使用されている硬貨。タイ国内の硬貨の中でも10バーツ硬貨に次ぐ、額面の大きな通貨単位である。表面には「タイ国王ラーマ9世」の肖像が、裏面には「ワット・ベンチャマボーピットドゥシットワナーラーム仏教寺院」の図案がデザインされている。
2008年に、新旧との二つの5バーツ硬貨シリーズを鋳造した。2009年に、新バーツ硬貨シリーズが発行される。5バーツ硬貨の質量が7.5グラムから6グラムへ調整される。

## 鋳造記録
- 1988年 - 44,503,000
- 1989年 - 86,339,000
- 1990年 - 38,005,000
- 1991年 - 68,520,380
- 1992年 - 48,939,620
- 1993年 - 46,992,000
- 1994年 - 123,443,000
- 1995年 - 105,100,000
- 1996年 - 28,485,000
- 1997年 - 10,600
- 1998年 - 31,373,000
- 1999年 - 50,760,000
- 2000年 - 125,760,000
- 2001年 - 100,236,000
- 2002年 - 37,259,500
- 2003年 - 182,000
- 2004年 - 79,088,000
- 2005年 - 66,679,000
- 2006年 - 254,702,000
- 2007年 - 170,275,000
- 2008年（旧シリーズ） - 226,148,200[2]
- 2008年（新シリーズ） - 17,020,000
- 2009年 - 289,303,000[3]

## 参考
1. ↑  แถลงข่าวออกใช้เหรียญกษาปณ์หมุนเวียนชุดใหม่（『新しい循環コイン発行日の記者会見』） タイ財務省ウェブサイト、2009年2月28日閲覧。
2. ↑  Treasury Department e-catalog
3. ↑  Treasury Department e-catalog